# Nybroplan

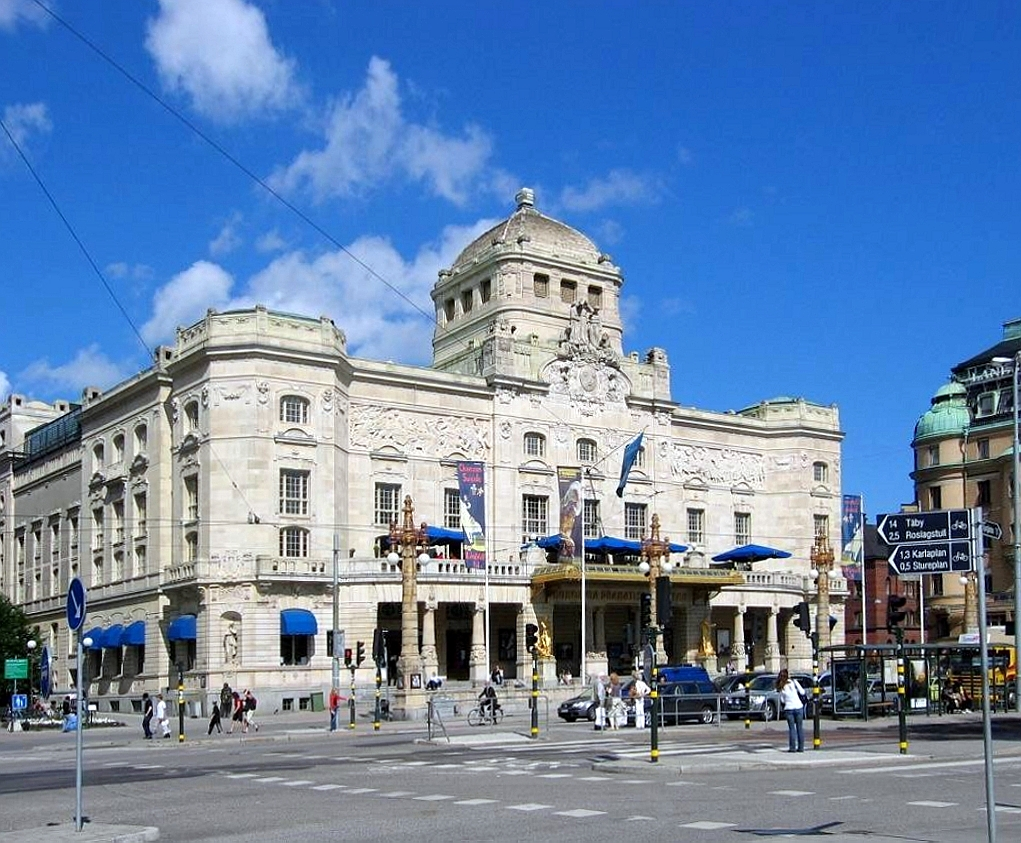
Het Koninklijk Theater (Kungliga Dramatiska Teatern) op Nybroplan

Nybroplan (Zweeds voor "Nieuwebrugplein") is een openbare ruimte (plein) in het centrum van Stockholm in Zweden.

## Situering en functie
Het is gelegen op de grens van de stadsdelen Norrmalm en Östermalm, Op het plein komen diverse hoofdstraten samen, zoals de Birger Jarlsgatan, Strandvägen, Hamngatan en Nybrogatan. De pleinen Norrmalmstorg, Stureplan en Östermalmstorg zijn op circa 500 m van dit plein gesitueerd, evenals het park Kungsträdgården.
Aan het plein zijn het Kungliga Dramatiska Teatern (Koninklijk Theater voor Drama) en het Berzelii Park (genoemd naar de Zweedse chemicus Jöns Jacob Berzelius) met het historische pand van restaurant Berns Salonger gelegen. Vanaf het plein kan men uitkijken op de baai Nybroviken. Het plein is tevens een knooppunt in het openbaar vervoer van waaraf men ook veerboottrips kan maken naar Djurgården en naar diverse eilanden van de scherenkust van Stockholm.

## Openbare kunst

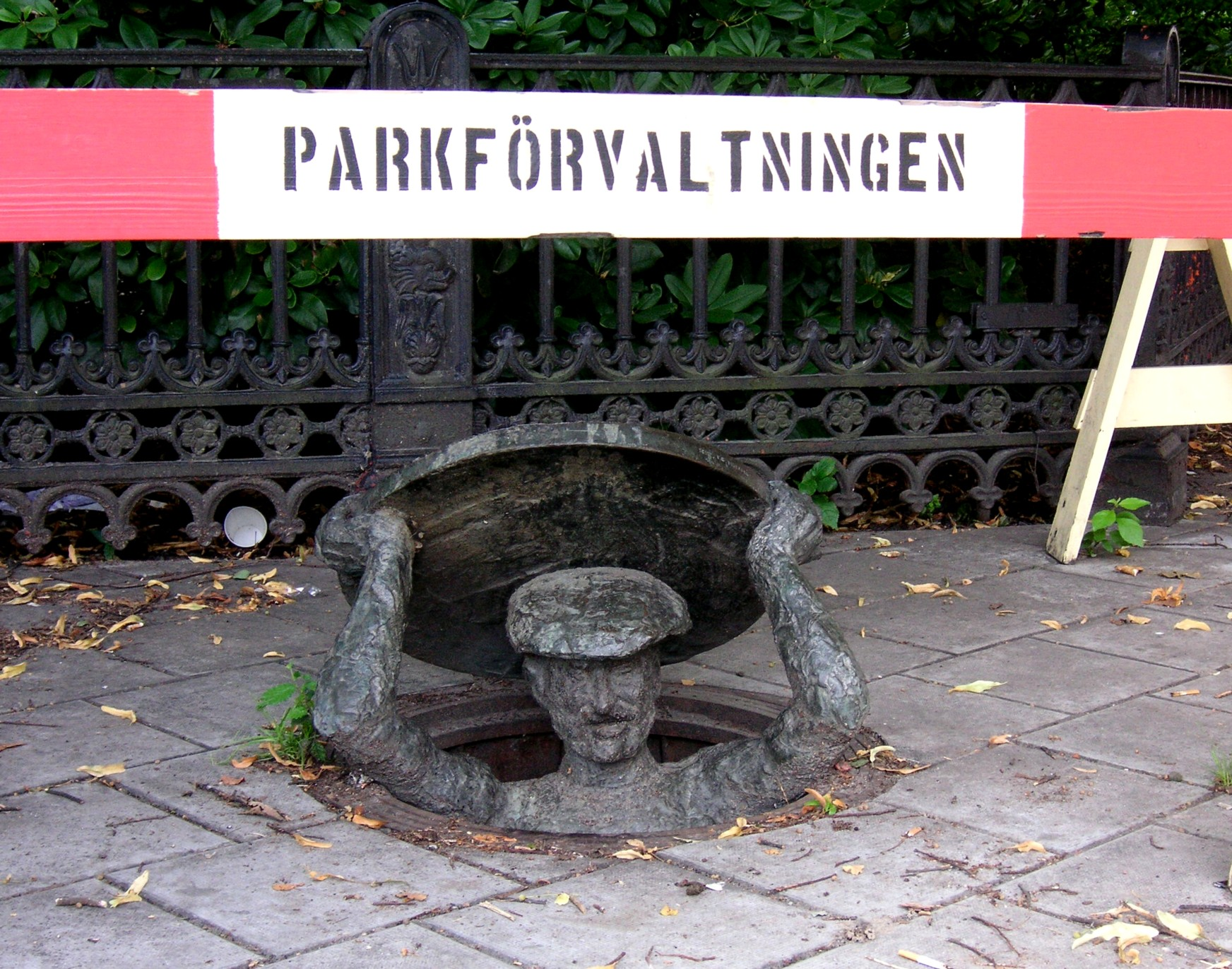
Humoristische sculptuur van Bejermark.

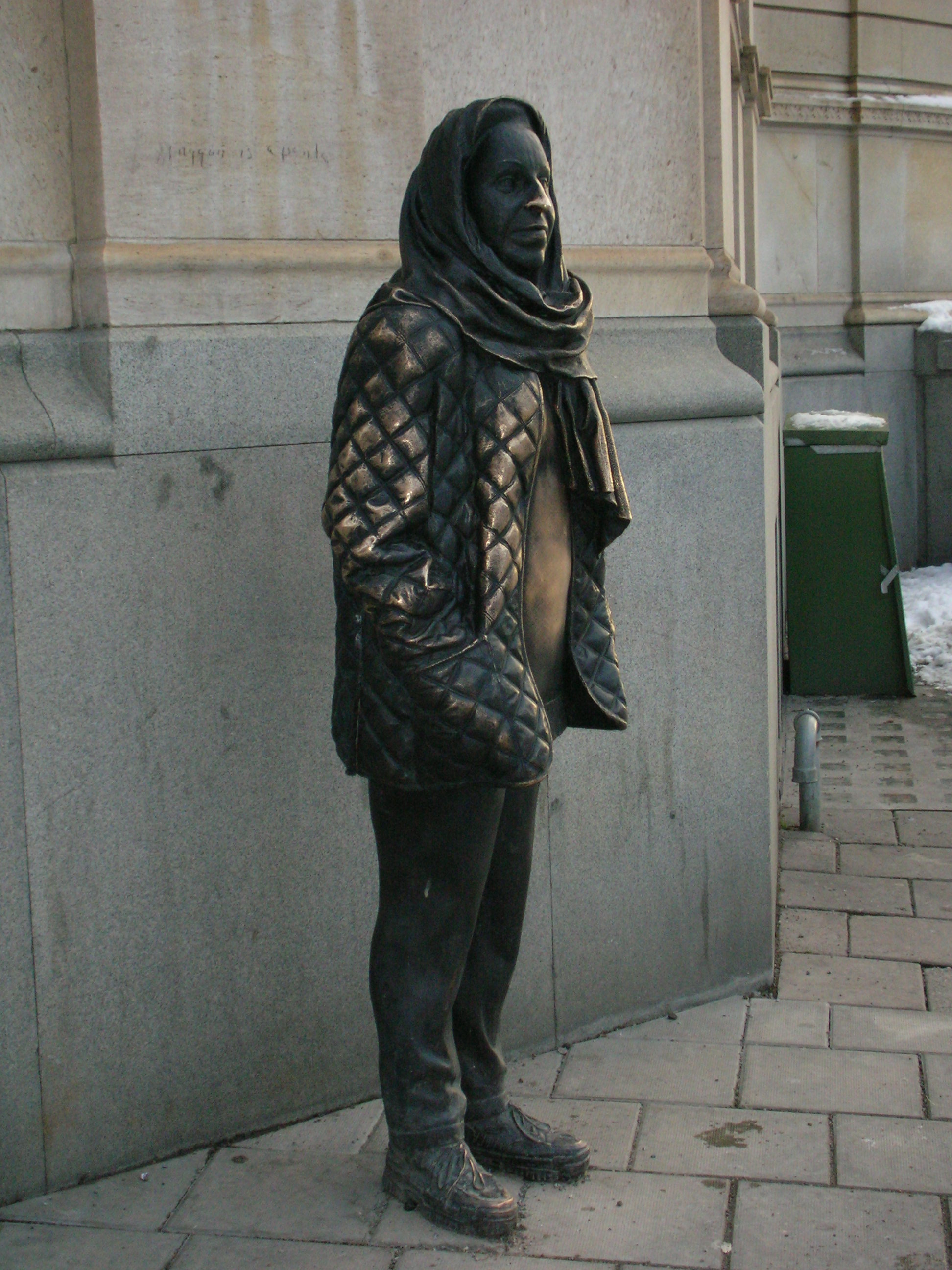
Standbeeld van Margaretha Krook nabij het Theater.

Op het Nybroplan en de open ruimtes direct ten zuiden daarvan (Raoul Wallenbergs Torg en Nybrohamnen) staan diverse monumenten die aan bekende Zweden zijn gewijd:
- De diplomaat Raoul Wallenberg
- De uitvinder John Ericsson
- De actrice Margaretha Krook

Ook staat een bronzen sculptuur van K G Bejermark op het plaveisel richting park. Deze sculptuur heeft als titel Humor en werd in 1970 onthuld. Het verbeeldt een man die een putdeksel uit de straat optilt. Deze man is vormgegeven naar acteur en komiek Hans Alfredsson. De zaagbokken die om het beeld heen staan zijn toegevoegd door de beheerders van het park (de Parkförvaltningen).

## Geschiedenis
Tot de 18e eeuw was Nybroplan nog gelegen onder de zeespiegel van de baai Nybroviken (vroeger bekend als Ladugårdslandsviken, "Boerenerflandbaai") die zich ooit enige honderden meters verder naar het noorden uitstrekte. Het binnenste gedeelte van de baai werd drooggelegd en omgevormd tot het Berzelii Park rond 1850, en rond de baai werden kaden gebouwd. De naam Ladugårdslandsviken was afgeleid van de brug Ladugårdslandsbron die vroeger over de hele baai reikte (waar heden ten dage het Berzelii Park ligt). De straten Arsenalsgatan en Nybrogatan geven nog steeds de plaats aan van de oude brug.